# DOS Utrecht
Maillots
Le Voetbalvereniging Door Oefening Sterk, plus couramment abrégé en VV DOS, est un ancien club néerlandais de football fondé en 23 mars 1901 et disparu en 2004, et basé de la ville de Utrecht.
Il fusionne en 1970 avec Velox et USV Elinkwijk pour donner naissance au FC Utrecht.

## Histoire
En 1958 le club est sacré champion des Pays-Bas.
Le club fusionne avec Velox et USV Elinkwijk, à la demande du conseil municipal de Utrecht, pour donner naissance au FC Utrecht.
Le club continue indépendamment dans les championnats amateurs et disparaît en 2004 lorsqu'il fusionne avec USV Holland et Stichtse Boys pour former le DHSC.